# 張斗樞
张斗枢（1586年—？），字惟玄，號天都，湖广荆州府夷陵州远安县军籍江陵县人，明朝政治人物。

## 生平
萬曆三十一年（1603年）癸卯科湖广乡试第七名举人，三十五年（1607年）丁未科进士，兵部观政，本年八月授河南鲁山知县，三十八年调永城县，四十一年升南吏部主事，四十四年患病。

## 家族
曾祖张进。祖父张溶。父张崇文，教谕。母李氏。严侍下。弟斗辰、斗台、斗墟。